# Ashley Grace
Ashley Grace Perez (Lake Charles, Luisiana, 27 de enero de 1987) es una cantante, compositora y activista mexicoestadounidense, integrante del dúo musical Ha*Ash. Nacida y criada en Lake Charles, debido al trabajo de su padre fuera de su localidad natal, en ocasiones, debió vivir la mitad del año en Ciudad de México. Sus primeros pasos en la música fueron a la edad de cinco años cuando cantó góspel en el coro de las iglesias en Luisiana. A principios de 2002, firmó contrato profesional con la compañía discográfica Sony Music Latin.
En su carrera como cantante solista, grabó la canción «Al fin» para la banda sonora de Sing: ¡Ven y canta! (2016). Ashley es autora y coautora de gran parte de los temas que ha publicado con su grupo Ha*Ash. Hasta ahora el dúo ha lanzado seis álbumes de estudio: Ha*Ash (2003), Mundos opuestos (2005), Habitación doble (2008), A tiempo (2011), 30 de febrero (2017) y Haashtag (2022), y dos discos en vivo: Primera fila: Hecho realidad (2014) y Ha*Ash: En vivo (2019). Toda la discografía se encuentra disponible en el catálogo de la discográfica Sony Music Latin.

## Primeros años
Ashley Grace Pérez nació el 27 de enero de 1987 en Lake Charles, Luisiana, Estados Unidos. Es la tercera hija de la profesora Mathilda Pérez (Mosa, de soltera) y el analista financiero Antonio Pérez, ambos estadounidenses. Actualmente, se encuentran divorciados desde 2005. Tiene cinco hermanos: Steven, Hanna (quien también es cantante), Samantha, Charlie y Josie Pérez, los tres primeros provienen de ese antiguo matrimonio, mientras que los últimos de la nueva relación de su padre. Posee ascendencia mexicana por parte de su abuelo, quien es originario de la ciudad de San Luis Potosí, México. Asimismo, de forma más distante, alemana y española por parte de sus bisabuelos. A causa de que su padre trabajaba fuera de su localidad natal, fue criada entre Lake Charles y Ciudad de México, viviendo por momentos seis meses del año en cada ciudad. Siendo el inglés su idioma materno, desde pequeña, le enseñaron a hablar español, perfeccionándolo en la escuela moderna americana en la que estudiaba en México.
De temprana edad se inclina por el arte, siendo la música su principal pasión. Su vocación e interés por la música fue inspirada por su abuela, quien formaba parte del coro de las iglesias en Lake Charles, fue así como, a los cinco años, comenzó a cantar góspel en la parroquia donde su abuela participaba. Cerca de los once años, rinde sus estudios escolares por las mañanas en México y en las tardes las clases de música y el entrenamiento se convirtieron en parte de sus tareas diarias, tomando cursos de tap, jazz, ballet, hiphop, gimnasia, actuación, teatro y expresión corporal, entre otras actividades. Por otra parte, los fines de semana viajaba con su hermana Hanna a Lake Charles para cantar en ferias y en rodeos del lugar, llegando a participar en Angola, la prisión estatal más grande de los Estados Unidos. A lo largo de 2000, a causa de las faltas en la escuela, debió continuar paralelamente sus estudios con una profesora particular que viajaba constantemente con ellas para seguir con sus conciertos en Luisiana.
A sus catorce años, el secretario del Estado de Luisiana la invita junto con su hermana mayor a formar parte del turismo del lugar como: Railroad Festival y The Louisiana Music Cavalcade, entre otros. Debido a las experiencias pasadas, su profesor de escuela las animó a grabar demos de las canciones country que ellas traducían al español, y así, probar suerte en México. De ese modo, a sus quince años, firma contrato con la compañía discográfica Sony Music Latin junto con su hermana en abril de 2002.

## Carrera

### 2002-presente: Ha*Ash
Luego de firmar con Sony Music como dúo en 2002, graban su primer álbum homónimo Ha*Ash publicado el 11 de mayo de 2003 y producido por Áureo Baqueiro, logrando posicionar sus 5 sencillos en el top 10 de la radio nacional de México. Ese mismo año fueron premiadas como Artista revelación por parte de la Academia Nacional de la Música. En 2005 graban su segundo disco titulado Mundos opuestos, basado en el carácter diferente que tiene con su hermana. Se publicó el 27 de septiembre de 2005, bajo la dirección del mismo productor de su álbum debut, y contó con las colaboraciones de diversos compositores, entre ellos Soraya y Leonel García. A finales de ese año, fueron premiadas como artista revelación en los Premios Lo Nuestro.
A principios de 2008 preparan su tercer álbum de estudio Habitación doble en Los Ángeles, Miami, Nashville y Luisiana, y publicado el 1 de agosto de 2008 con la participación de un nuevo productor Graeme Pleth y el mismo Áureo Baqueiro. En 2009 recibió el premio a canción del año por el tema «No te quiero nada», entregado por la Sociedad Americana de Compositores, Autores y Editores (ASCAP). El 16 de mayo de 2011, se estrenó su nuevo trabajo discográfico A tiempo, grabado en Los Ángeles, California y en Milán, Italia, donde trabajaron con su productor de cabecera Áureo, además del italiano Michele Canova, quien las ayudó a encontrar nuevos caminos en el que se pudiera notar su evolución y su madurez.
Tras renovar su contrato con Sony Music Latin, iniciaron las preparaciones de su primer trabajo en vivo Primera fila: Hecho realidad, siendo grabado en los Estudios Churubusco en Ciudad de México, y en su ciudad natal Lake Charles. Luego de su lanzamiento, se convirtieron en el dúo pop de la actualidad con más discos vendidos del formato primera fila a nivel internacional. En diciembre de 2017, regresan con una nueva propuesta discográfica titulada 30 de febrero, preparada y grabada en Miami, Florida, el mismo cuenta con 12 canciones, con nuevos ritmos, tonos y melodías. La dirección ejecutiva estuvo a cargo de su hermana Hanna y George Noriega. A finales de 2018, fueron premiadas a mejor artista latinoamericano norte en los premios MTV Europe Music Awards.
El 18 de noviembre de 2019, interpretaron por primera vez el himno nacional estadounidense, The Star-Spangled Banner, en un partido de la National Football League (NFL), llevado a cabo en el Estadio Azteca de Ciudad de México. El 26 de noviembre, anunciaron la fecha del lanzamiento de su producción Ha*Ash: En vivo para el 6 de diciembre de 2019. Dicho material discográfico en formato CD/DVD, cuenta con el concierto grabado el 11 de noviembre de 2018, en el Auditorio Nacional de México.
Durante la pandemia de conoravirus, el 3 de abril de 2020, el dúo participó en el movimiento Together at Home impulsado por Global Citizen en apoyo de la Organización Mundial de la Salud. El 16 del mismo mes, colaboran en un sencillo benéfico titulado «Resistiré México» junto con otros artistas, donde todos los recursos del tema se destinarán a la Unidad Temporal COVID-19, instalada en el Centro Citibanamex de México.

### Otros proyectos
A finales del 2009 formó parte del doblaje en español de la cinta Igor. En 2012 participó en el programa de talentos La voz... México como asesora del equipo de Beto Cuevas. Ese mismo año, Ashley colaboró con el mexicano Dan Masciarelli en la canción «Úneme», y en la serie Toma dos con Phineas y Ferb. A su vez, tuvo participaciones en el programa Me pongo de pie, la teleserie Ven, baila, quinceañera, en el doblaje al español latino de la película Sing: Ven y canta!, y en la banda sonora con la canción «Al fin».
En febrero de 2018, participó por primera vez en el Festival de Viña del Mar en su edición n.º 59 con Ha*Ash, donde no solo cantó, fue invitada a ser parte del jurado internacional, ganando el premio a reina popular del monstruo, gracias a la votación de sus seguidores. En 2021, formó parte del doblaje latino de Sing 2 (2021), con el personaje de Ash, luego de haberlo hecho en su secuela de 2016: Sing: ¡Ven y canta! A fines de abril de 2022, TV Azteca anunció a los nuevos entrenadores de La voz... México, que incluyó a Ha*Ash, Joss Favela, Yuridia y David Bisbal.

## Composición, estilo e influencias musicales

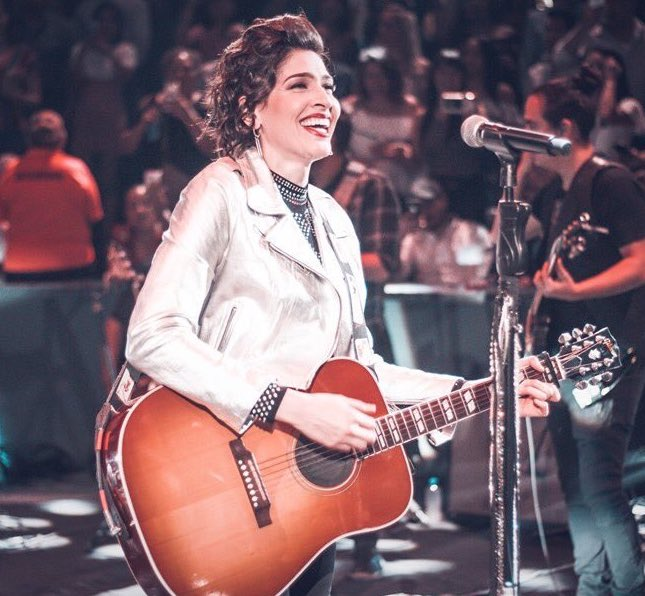
Ashley en la Gira 100 Años Contigo, el 30 de mayo de 2019.

### Composición
Ha sido destacada por componer junto con su hermana gran parte de los temas de Ha*Ash, muchos de ellos reflejan experiencias personales que ha vivido, ya sea situaciones familiares, sus primeros amores o desamores. Actualmente cuentan con más de cien canciones escritas, incluyendo aquellos temas que únicamente han sido registrados y otros que fueron cedidos a diferentes artistas. Están escritas en su mayoría en español, aunque se pueden encontrar en inglés.
Ashley compuso 13 pistas de los primeros tres álbumes de estudio de Ha*Ash; Ha*Ash, Mundos opuestos, Habitación doble, entre ellas los sencillos «Odio amarte», «Tu mirada en mi» y «Lo que yo sé de ti». y la Sociedad de autores y compositores de México (SACM). En 2011 se estrenó el trabajo discográfico A tiempo, escribiendo ocho temas del mismo, y los sencillos «Todo no fue suficiente», «Te dejo en libertad» y «¿De dónde sacas eso?». Estos dos últimos temas fueron destacados por la Sociedad de Autores y Compositores de México (SACM).
En la composición de la primera producción en vivo del dúo Primera fila: Hecho realidad, escribió nueve pistas en su versión estándar y cuatro temas más en su edición especial, incluyendo los sencillos «Dos copas de más», «Ex de verdad», «Sé que te vas», «Perdón, perdón», y «Lo aprendí de ti», los últimos dos temas también fueron premiados a composición del año por la sociedad SACM, anteriormente mencionada. En el 2017 en la última producción 30 de febrero, formó parte en las doce pistas del álbum, incluyendo los últimos cuatro sencillos publicados «100 años», «No pasa nada», «Eso no va a suceder» y «¿Qué me faltó?».

### Estilo e influencia
Dentro de sus géneros musicales, abarca el country, pop country, funk, pop rock, electropop, pop latino y la balada romántica. Ha expresado su admiración a artistas como Shania Twain, Loretta Lynn, The Chicks y Patsy Cline, entre otros, debido a que desde pequeñas crecieron escuchando a diversos artistas country por la influencia de su madre. Por la misma razón, optó junto con su hermana a traducir esas canciones al español y empezar un proyecto en México; aunque dicho estilo musical no encajara con el mercado latino. «El country está en nuestra sangre, aunque hayamos vivido parte de nuestra vida en México, nuestra madre es seguidora de esa música y desde chiquitas crecimos escuchándola y se nos hace súper especial cantarla en español», declaró en agosto de 2008.

## Filantropía
A finales del 2005, prestó su casa en Luisiana, Estados Unidos, para algunos afectados del huracán Katrina en agosto de ese año. Asimismo, participó en un evento altruista para la Cruz Roja en Estados Unidos, para el apoyo de damnificados. Participa de muy cerca con la fundación Ellen West, que lucha contra la anorexia. La cantante también brindan apoyo a través del mismo fondo a niños y jóvenes que padecen de síndrome de Down.
En diciembre de 2007, se suma a labores benéficas al lanzar junto con su hermana Hanna el Fondo Ha*Ash, a fin de trabajar en conjunto con la Fundación CIE.
Fue nombrada embajadora de la fundación Save the Children en el 2010, para la protección de los derechos de los niños. Ese mismo año, junto con su hermana, escribe y graba el tema «Latente» para plasmar las experiencias vividas en la visita que realizaron a Haití, luego del terremoto de 2010 que azotó a ese país y cuyas ganancias fueron donadas a los niños del lugar, a través de dicha fundación. Participa de forma activa desde 2010.
Es amante de los animales y constantemente apoya a refugios de animales, incentivando a la gente a no comprar mascotas, sino a adoptarlas. En sus tiempos libres, se dedica a rescatar y buscar hogar a perros y gatos que se encuentran en las calles, es así, como rescató a dos de sus gatos, a los cuales les tuvo que dar biberón para que puedan sobrevivir.

## Vida privada
Si bien, Ashley no ha tenido una vida privada muy abierta públicamente, de las pocas situaciones que ha hablado fue sobre el divorcio de sus padres, quienes se separaron a principios del 2005, durante la grabación de su segundo álbum con Ha*Ash: Mundos opuestos. Los temas «Todo no fue suficiente» y «Sé que te vas» de Ha*Ash, son algunas de las canciones que plasman dicha situación, siendo esta última la más complicada de componer. En el propio video en vivo publicado del tema, se menciona al inicio: «De todos los corazones rotos que existen, esta canción va dedicada al corazón roto de mi mamá».
Desde el 2014, mantiene una relación intermitente con el mexicano Derek Solis Fors. A partir del 2015, compartió por años su casa con la cantante y mejor amiga, Joy Huerta, vocalista de Jesse & Joy.
Posee trastorno obsesivo-compulsivo (TOC). Su idioma materno es el inglés, y el lenguaje que habla fuera de su carrera artística. Desde pequeña le enseñaron español. Ashley reside en Houston, Texas.

## Discografía

### Como solista
| Año  | Canción  | Otro artista(s) | Álbum                              | Ref.   |
| ---- | -------- | --------------- | ---------------------------------- | ------ |
| 2012 | «Úneme»  | Dan Masciareli  | Dile                               | [ 92 ] |
| 2016 | «Al fin» | Ninguno         | Banda sonora de Sing: Ven y canta! | [ 93 ] |

### Créditos de canciones
| Año  | Canción                | Otro artista(s)   | Álbum         | Nota              | Ref.          |
| ---- | ---------------------- | ----------------- | ------------- | ----------------- | ------------- |
| 2010 | «A paso lento»         | Diana Reyes       | Ámame, bésame | Composición       | [ 94 ] [ 95 ] |
| 2012 | «Más que amigos»       | Danna Paola       | Danna Paola   | Composición       | [ 94 ] [ 96 ] |
| 2015 | «A tus pies»           | Ana Torroja       | Conexión      | Composición       | [ 94 ] [ 97 ] |
| 2019 | «Rosas en mi almohada» | María José Loyola | Conexión      | Voz y composición | [ 94 ] [ 98 ] |

## Filmografía y videografía

### Películas
| Año  | Título              | Personajes | Trabajo            | ref    |
| ---- | ------------------- | ---------- | ------------------ | ------ |
| 2009 | Igor                | Heidi      | Doblaje en español | [ 55 ] |
| 2016 | Sing: ¡Ven y canta! | Ash        | Doblaje en español | [ 63 ] |
| 2021 | Sing 2              | Ash        | Doblaje en español | [ 68 ] |

### Televisión
| Año  | Título                      | Personaje  | Trabajo               | ref    |
| ---- | --------------------------- | ---------- | --------------------- | ------ |
| 2012 | La voz... México            | Ella misma | Cocoach (Beto Cuevas) | [ 56 ] |
| 2012 | Toma dos con Phineas y Ferb | Ella misma | Invitada; capítulo 25 | [ 59 ] |
| 2015 | Ven, baila, quinceañera     | Ella misma | Invitada              | [ 61 ] |
| 2015 | Me pongo de pie             | Ella misma | Entrenadora/capitana  | [ 60 ] |
| 2018 | Festival de Viña del Mar    | Ella misma | Jurado internacional  | [ 64 ] |
| 2022 | La voz... México            | Ella misma | Coach                 | [ 69 ] |
| 2023 | Mi música, mi tierra        | Ella misma | Documental            | [ 99 ] |

## Premios y nominaciones
| Año  | Premio                   | Trabajo nominado       | Categoría                   | Resultado | Ref.   |
| ---- | ------------------------ | ---------------------- | --------------------------- | --------- | ------ |
| 2012 | SACM                     | «Te dejo en libertad»  | Composición y éxito del año | Ganadora  | [ 17 ] |
| 2013 | SACM                     | «¿De dónde sacas eso?» | Composición y éxito del año | Ganadora  | [ 17 ] |
| 2015 | SACM                     | «Perdón, perdón»       | Composición y éxito del año | Ganadora  | [ 17 ] |
| 2016 | SACM                     | «Lo aprendí de ti»     | Composición y éxito del año | Ganadora  | [ 17 ] |
| 2018 | Festival de Viña del Mar | Ella misma             | Reina popular del Monstruo  | Ganadora  | [ 66 ] |